# Лилик двоколірний
{{#ifeq:0|0|{{#if:|{{#if:Vespertiliomurinus|[[]}}|}}}}
Лилик двоколірний, кажан двоколірний (Vespertilio murinus) — вид рукокрилих родини Лиликові (Vespertilionidae).

## Поширення

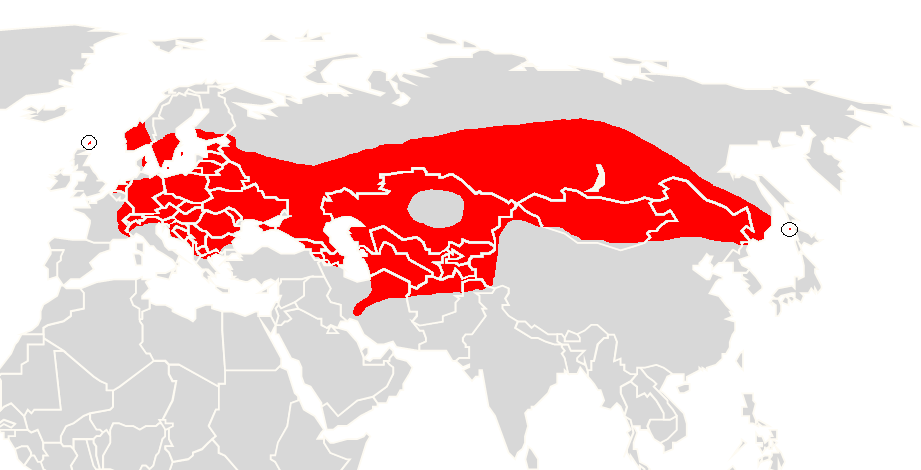

Проживає в Центральній і Східній Європі та в Азії: Афганістан, Албанія, Вірменія, Австрія, Азербайджан, Білорусь, Бельгія, Болгарія, Китай, Хорватія, Чехія, Данія, Естонія, Фінляндія, Франція, Грузія, Німеччина, Греція, Угорщина, Іран, Італія, Японія, КНДР, Латвія, Ліхтенштейн, Литва, Люксембург, Північна Македонія, Молдова, Монголія, Чорногорія, Нідерланди, Норвегія, Польща, Румунія, Російська Федерація, Сербія, Словаччина, Словенія, Швеція, Швейцарія, Туреччина, Туркменістан, Україна, Сполучене Королівство, Узбекистан. Мешкає в горах, степах, лісистих місцинах і в містах. Висотний діапазон поширення: від рівня моря до 3400 м.

## Стиль життя
Живиться на відкритих майданчиках по різним типам довкілля (ліси, напівпустелі, міські зони, степи, землі сільськогосподарського призначення). Харчується метеликами і жуками. Літні сідала, як правило, розташовані в будинках або інших будівлях, також рідко в дуплах дерев або ущелинах. Зимує в тріщинах скель, часто (як заміна) в тріщинах висотних будинків (в тому числі, або особливо в містах), зрідка в дуплах дерев або в підвалах. Зимові сідала, як правило, знаходяться у холодніших місцях, які піддаються змінам температури. Цей нічний вид з'являється пізно ввечері, спить у вузьких щілинах протягом дня. Вони живуть невеликими колоніями або відособлено. Перебуває в зимовій сплячці протягом всієї зими. Молодь, числом два лиличеня, народжується в червні / липні, і "застрягає" на грудях матері під час польоту.

## Морфологія

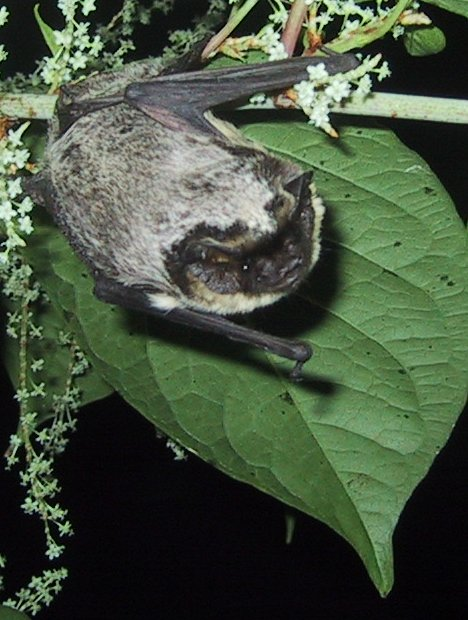

Максимальний розмір тіла 6,4 см, розмах крил від 27 до 33 сантиметрів, а вага від 12 до 23 грам. Його назва походить від хутра, яке має два кольори. Спинна частина має від червоного до темно-коричневого забарвлення. Черевна частина біла або сіра. Вуха, крила й обличчя чорного або темно-коричневого кольору. Крила вузькі. Вуха короткі, широкі і округлі. Найстаріший відомий представник виду мав вік дванадцять років.